# 鬼の棲む館
『鬼の棲む館』（おにのすむやかた）は、1969年5月31日に大映が配給した、三隅研次監督による時代劇映画で、主演は勝新太郎、高峰秀子共演。谷崎潤一郎による戯曲『無明と愛染』を三隅が映像化したもの。
舞台は南北朝時代、荒廃した寺で暮らしている盗賊の男と元白拍子の女、そして男を探し歩いてやって来た妻、偶然訪ねてきた僧侶、4人の奇妙な愛憎劇を扱った映画である。

## 配役
- 勝新太郎 : 無明の太郎
- 高峰秀子 : 楓
- 新珠三千代 : 	愛染
- 佐藤慶 : 高野の上人
- 五味龍太郎 : 武将
- 木村元 : 中将
- 伊達岳志 : 武者
- 黒木現 : 武下
- 上原寛二
- 松田剛武 : 武下
- 森内一夫
- 美山普八
- 馬場勝義
- 藤春保
- 花村秀樹

## スタッフ
- 監督 : 三隅研次
- 脚色 : 新藤兼人
- 製作 : 永田雅一
- 撮影 : 宮川一夫
- 美術 : 内藤昭
- 音楽 : 伊福部昭
- 原作 : 谷崎潤一郎
- 編集 :  菅沼完二
- 脚本 :  星川清司

## 併映作品
- 『秘剣破り』: 池広一夫監督作品